# Hermitage, Pennsylvania
Hermitage là một thành phố thuộc quận Mercer, tiểu bang Pennsylvania, Hoa Kỳ. Năm 2010, dân số của thành phố này là 16220 người.